# Червінський Дмитро Петрович
Дмитро Петрович Червінський (нар. 27 травня 1960 року, Київ) — український журналіст, член Національної спілки журналістів України (2000), член Всеукраїнської спілки учасників війни. Дослідник історії, автор біографій, нарисів про військових діячів, розвідників, музикантів, вчених, архітекторів, педагогів, діячів театру і кіно. Ініціатор встановлення меморіальних дощок та випуску поштових конвертів Україні на честь відомих особистостей — киян. Багаторічний збирач матеріалів про життя і творчість Ігоря Шамо, спогадів сучасників. Консультант документального фільму «Києве мій» телесеріалу «Пісні серця» кіностудії «Контакт», 2004 студії «1 +1». Організатор вечора-концерту в Київському міському Будинку вчителя, присвяченого 75-річчю композитора. Ініціював написання портретів Маестро українськими художниками.

## Життєпис
Народився к сім'ї П. Й. Червінського. Закінчив 8 класів київської середньої школи № 25.
У 1979 році закінчив Київський електромеханічний технікум залізничного транспорту (КЕМТ). У 1990 році закінчив вечірній факультет Київського філіалу Харківського інституту інженерів транспорту (КФ ХІІТ). Служив в армії (в Прибалтиці та Ленінграді), працював інженером відділу «Автоматика і телемеханіка» в інституті «Союзгазпроект» («Укргазпроект»).
У 1986 р. написав нарис про І. Е. Якіра. У той-же час познайомився з письменником-комбригом І. В. Дубинським. Протягом декількох років допомагав йому в підготовці до перевидання доповненого варіанта повісті «Наперекір вітрам», а також видання книги «Особливий рахунок» — про сталінські репресії в армії, М. Воениздат, 1989.
Ініціював: проведення ювілейного вечора до 100-річчя Іллі Дубинського в Спілці письменників України за участю: Юрія Мушкетика, Полікарпа Шабатіна, Івана Цюпи, Степана Крижанівського, Петра Біби, Леоніда Вишеславського, Олексія Ющенко, Леоніда Кореневича, створення комісії з літературної спадщини, встановлення меморіальної дошки, опублікував нариси про нього. Після опублікування нарису про хормейстера та композитора майора Єгошуа Павловича Шейніна, ініціював реставрацію його пам'ятника на військовому кладовищі в Потсдамі (Німеччина) та встановлення на ньому порцелянового медальйона з кольоровим портретом.

## Редактор
Збірник статей "І. Н. Шамо. Сторінки життя і творчості ". Науковий вісник НМА ім. П. І. Чайковського, випуск 49, К., 2007.

## Меморіальні дошки
Ініціатор встановлення меморіальних дощок: Ісааку Баренбойму, Матвію Вайнрубу, Іллі Дубинському, Олександру Ільченку, Ігорю Шамо, Натану Рахліну, Олександру Таранцю, Олександру Кроніку, Григорію Полянкеру, Володимиру Корецькому.

## Поштові конверти
З ініціативи Дмитра Петровича були випущені конверти в честь: Я. Давидзона, І. Дубинського, В. Некрасова, А. Ільченка, А. Кроніка, Д. Луценка, П. Майбороди, І. Шамо, Д. Ойстраха, М. Бернеса, І. Каракіса, М. Вайнруба, В. Коновалова, А. Таранця, Н. Рахліна, Г. Полянкера.